# Stárek
Stárek je starší vyučený vedoucí zaměstnanec v některých tradičních potravinářských provozech, například ve mlýně či pivovaru. Jde o hlavního technologa výroby.
Stárek je plně vyučen, má praktické zkušenosti. Historicky stárek zpravidla i s rodinou bydlel přímo v provozu (např. ve mlýně).
Obdobně, mladším pracovníkem je „mládek“.